# HMS Temeraire (1798)
HMS Temeraire (Корабль Его Величества «Тимирер») — 98-пушечный линейный корабль второго ранга. Второй корабль Королевского флота,
названный HMS Temeraire. Второй линейный корабль типа Neptune. Заложен в июле 1793 года. Спущен на воду 11 сентября 1798 года на королевской верфи в Чатеме. Он проходил службу во время Французских революционных и Наполеоновских войн, в основном выполняя обязанности по блокаде или сопровождению конвоев. Он принял участие только в одном крупном морском сражении, в битве при Трафальгаре, но стал широко известен своими действиями и их последующим отображением в искусстве и литературе.
Построенный на королевской верфи в Чатеме, «Тимирер» вошёл в состав флота Канала, который на тот момент был занят блокадой Бреста. Французский флот не предпринимал никаких действии, и потому у кораблей эскадры не было возможности проявить себя. Однако когда до членов экипажа «Тимирера» дошли слухи, что корабль собираются отправить в Вест-Индию, в то время как мир с Францией казался неизбежным, некоторые члены экипажа отказались выполнять приказы. Этот мятеж в конечном итоге закончился неудачей, а предводители мятежа предстали перед судом и были казнены. После заключения Амьенского мира «Тимирер» был отправлен в резерв, но вернулся на службу после возобновления войны с Францией. Снова войдя в состав флота Канала, он присоединился к эскадре Горацио Нельсона, осуществлявшей блокаду франко-испанского флота в Кадисе в 1805 году. В битве при Трафальгаре 21 октября, корабль вступил в бой сразу после флагмана Нельсона, «Виктори». В разгар битвы «Тимирер» пришёл на помощь осаждённому «Виктори», и захватил два французских корабля, заслужив тем самым широкую известность в Великобритании.
После прохождения капитального ремонта, «Тимирер» продолжал участвовать в блокаде французских флотов и поддержке британских
операций у испанских берегов. Он был отправлен в Балтийское море в 1809 году, защищая конвои от атак датских канонерских лодок, а к 1810 году вновь был у берегов Испании, помогая защищать Кадис от французской армии. Его последней операцией против французов была блокада Тулона, когда он попал под огонь береговых батарей. Корабль вернулся в Великобританию в 1813 году на ремонт, но был отправлен в резерв. В 1819 году он был преобразован в плавучую тюрьму и пришвартован в реке Тамар. Затем он продолжил службу в Шеернессе в качестве принимающего корабля, затем плавучего склада, и, наконец, сторожевого корабля. Адмиралтейство приняло решение отправить корабль на слом в 1838 году, и он был отбуксирован на Темзу, где его должны были разобрать. Этот последний рейс был изображён на картине Уильяма Тёрнера «Последний рейс корабля „Отважный“». Эта картина по-прежнему пользуется большой популярностью и даже была признана любимой картиной в Великобритании в 2005 году.

## Начало службы

### Флот канала
«Тимирер» был введён в эксплуатацию 21 марта 1799 года под командованием капитана Питера Пьюджета, который занимал свой пост
до 26 июля 1799 года, руководя процессом подготовки корабля к выходу в море. Он был заменён капитаном Томасом Эйлесом 27 июля
1799 года, в то время как судно стояло на якоре в Сент-Хеленс, остров Уайт. Под командованием Эйлеса «Тимирер» наконец вышел в море в конце июля под флагом контр-адмирала сэра Джона Борласа Уоррена, и присоединился к флоту Канала под командованием адмирала Александра Худа. Флот канала в это время был занят блокадой французского порта Брест и «Тимирер» провёл несколько месяцев патрулируя этот район. 14 октября 1799 года Эйлеса заменил первый капитан «Тимирера», Питер Пьюджет, а в следующем месяце «Тимирер» стал флагманом контр-адмирала Джеймса Уитшеда.
Александр Худ покинул свой пост главнокомандующего флота Канала и был заменён адмиралом графом Сент-Винсентом в середине 1799 года и блокада французских портов продолжалась в течение зимы и всего следующего года. 20 апреля 1800 года Пьюджет был заменён капитаном Эдвардом Маршем. Марш руководил «Тимирером» всю оставшуюся часть этого года и всю первую половину 1801 года, пока его не заменил капитан Томас Эйлес, который прибыл на борт 31 августа 1801 года. На тот момент контр-адмирал Уитшед также перенёс свой флаг, и «Тимирер» стал флагманом контр-адмирала Джорджа Кэмпбелла. К этому времени Вторая коалиция, созданная для войны с Францией перестала существовать, и начались переговоры о мире. Граф Сент-Винсент был повышен до первого лорда Адмиралтейства, и командование флотом Канала было передано адмиралу сэру Уильяму Корнуоллису. Так как окончание войны уже было неизбежным, «Тимирер» прервал свою блокадную службу и был отправлен в залив Бантри, чтобы ждать там прибытия конвоя, который он должен был сопровождать в Вест-Индию. Многие члены экипажа корабля служили на флоте с самого начала французских войн в 1793 году, и с нетерпением ожидали возвращения в Англию после заключения мира. Узнав, что вместо этого они должны будут отправиться в Вест-Индию, около десятка матросов начали подговаривать остальных членов экипажа отказаться плыть куда-либо, кроме Англии.

### Мятеж
Первый открытый конфликт между мятежниками и офицерами произошёл на утро 3 декабря, когда небольшая группа моряков
собрались на баке, и когда им приказали разойтись, начала спорить с офицерами. Когда капитан Эйлес спросил, чего они хотят,
матросы ответили, что им нужны гарантии того, что «Тимирер» не отправится в Вест-Индию, а вместо этого вернётся в Англию. В
конце концов поговорить с людьми вышел сам контр-адмирал Кэмпбелл, который сообщил им, что офицеры не знают куда будет приказано идти кораблю, и приказал матросам разойтись. Они выполнили его приказ и начавшееся восстание казалось, закончилось. Однако главари мятежа не оставили своих намерений, и продолжили осторожные расспросы среди остальных членов экипажа. Когда они выяснили, что большинство членов экипажа если и не поддерживает мятеж, то по крайней мере, не против него, и что матросы корабля будут поддержаны морскими пехотинцами, а также экипажами нескольких других военных кораблей в заливе Бентри, они решили продолжить осуществление своего плана. Мятеж начался когда экипаж закрыл орудийные порты корабля и забаррикадировался под палубой. Сделав это, они отказались выполнить приказ открыть их снова, смеялись над офицерами и угрожали им расправой. Затем матросы вышли на палубу и в очередной раз потребовали сообщить им место назначения и сообщили, что отказываются подчиняться приказам к отплытию в любое место, кроме Англии.
Встревоженный действиями экипажа Кэмпбелл встретился с вице-адмиралом сэром Эндрю Митчеллом на следующий день и сообщил
ему о требованиях мятежников. Митчелл сообщил эти новости в Адмиралтейство, в то время как Кэмпбелл вернулся на «Тимирер» и
собрал экипаж на палубе ещё раз. Он призвал их вернуться в строй, а затем отпустил их. В это время дисциплина среди мятежников начала стремительно падать. Несколько членов экипажа напились, и некоторые офицеры пострадали от буйных моряков. Когда один из морских пехотинцев, который поддерживал мятеж, был закован в кандалы за пьянство и дерзость, толпа собралась на палубе и попыталась освободить его. Офицеры сопротивлялись этим попыткам, а когда моряки начали их толкать и угрожать им, Кэмпбелл отдал приказ морским пехотинцам арестовать тех, на кого он указал как на зачинщиков. Морские пехотинцы колебались, но затем подчинились приказу, оттеснив непокорных моряков назад и арестовав нескольких главарей, которые были немедленно закованы в кандалы. Кэмпбелл приказал оставшемуся экипажу отказаться от любых мятежных действий, и лишённый своих лидеров, мятеж прекратился, хотя офицеры были начеку в течение ещё нескольких дней после этого, а морские пехотинцы получили приказ осуществлять непрерывное патрулирование.
Новости о мятеже вызвали сенсацию в Англии, и Адмиралтейство приказало «Тимиреру» немедленно плыть в Спитхед, где должно было вестись расследование данного дела. Вице-адмирал Митчелл получил чрезвычайные полномочия, касающиеся вопросов смертной казни, и «Тимирер» в спешном порядке отправился в путешествие к берегам Англии. По прибытии судна, 14 заключённых главарей были осуждены военным судом в Портсмуте на борту корабля «Гладиатор», несколько человек 6 января 1802 года, а остальные 14 января. После обсуждения дела двенадцать человек были приговорены к повешению, а двое должны были получить по двести ударов плетью каждый. Четверо моряков были повешены на борту «Тимирера», а остальные были повешены на борту других судов, стоящих на якоре в Портсмуте, в том числе «Маджестика», «Формидабля», «Ахилла» и «Центавра».

### Вест-Индия и мир
После окончания судебных разбирательств «Тимирер» был немедленно отправлен в море, отплыв из Портсмута к острову Уайт на следующий день и начал подготовку к его отложенному путешествию в Вест-Индию. Он отплыл к Барбадосу, прибыв туда 24 февраля, и оставался в Вест-Индии до лета. В это время Амьенский мир был окончательно подписан и ратифицирован, и «Тимиреру» было приказано вернуться в Великобританию. Он прибыл в Плимут 28 сентября и капитан Эйлес покинул корабль 5 октября. Из-за сокращения размера флота в условиях мира, «Тимирер» был отправлен в резерв и оставался в Хамоазе в течение следующих полутора лет.

### Возвращение в строй
Амьенский мир принёс краткий перерыв в войнах с революционной Францией, но в 1803 году началась война третьей коалиции.
«Тимирер», состояние которого существенно ухудшилось за время длительного периода, проведённого на приколе, 22 мая 1803 года был отправлен в сухой док на ремонт с заменой его медной обшивки. Работы затянулись когда сильный шторм обрушился на Плимут в январе 1804 года, в результате чего «Тимиреру» был нанесён ощутимый ущерб, но тем не менее ремонт был окончательно завершён к февралю 1804 года и обошёлся в £ 16898. Командование кораблём было передано капитану Елиаву Харви, который прибыл на борт 1 января 1804 года. По выходе в море он отплыл, чтобы присоединиться к флоту Канала, всё ещё находящемуся под командованием адмирала Корнуоллиса.
«Тимирер» вновь приступил к своим прежним обязанностям по блокаде французского флота в Бресте. Тяжёлые погодные условия сделали своё дело, и корабль был отправлен в Торбей на капитальный ремонт, который обошёлся в £ 9143. В это время Харви часто отсутствовал на борту, исполняя обязанности члена Парламента от Эссекса. Он был временно заменён капитаном Уильямом Келли 27 августа 1804 года, а его в свою очередь сменил капитан Джордж Фавк 6 апреля 1805 года. Харви вернулся на свой корабль 9 июля 1805 года, как раз в то время, как усиленная эскадра, которая под командованием вице-адмирала сэра Роберта Кальдера блокировала Рошфор, перехватила и атаковала франко-испанский флот в битве при мысе Финистерре. Французский адмирал, Пьер-Шарль Вильнёв, был вынужден отказаться от попытки соединиться с французскими силами в Бресте, и вместо этого отплыл на юг к Ферролю, а затем к Кадису. Когда новости о расположении франко-испанского флота достигли Адмиралтейства, они приказали вице-адмиралу Горацио Нельсону принять командование блокирующими силами в Кадисе, которые в то время находились под командованием вице-адмирала Катберта Коллингвуда.

## Трафальгарская битва
«Тимирер» получил приказ присоединиться к блокаде Кадиса, и отплыв на рандеву с Коллингвудом, капитан Харви ожидал прибытия
Нельсона. Флагман Нельсона, 100-пушечный «Виктори», прибыл к Кадису 28 сентября, и Нельсон взял на себя командование флотом. Он провёл следующие несколько недель разрабатывая план нападения в рамках подготовки к ожидаемой вылазке франко-испанского флота, раздав его своим капитанам 9 октября в форме меморандума. План предусматривал атаку вражеской линии двумя колоннами кораблей, прорыв линии противника и отделение авангарда от центра и арьергарда. Нельсон разместил свои самые большие и самые мощные корабли в головах колонн, причём «Тимиреру» было поручено возглавить собственную колонну Нельсона. Флот патрулировал море на значительном расстоянии от испанского побережья, чтобы выманить объединённый флот из гавани, а корабли эскадры пользовались предоставленной возможностью чтобы тренироваться и подготовиться к предстоящей битве.

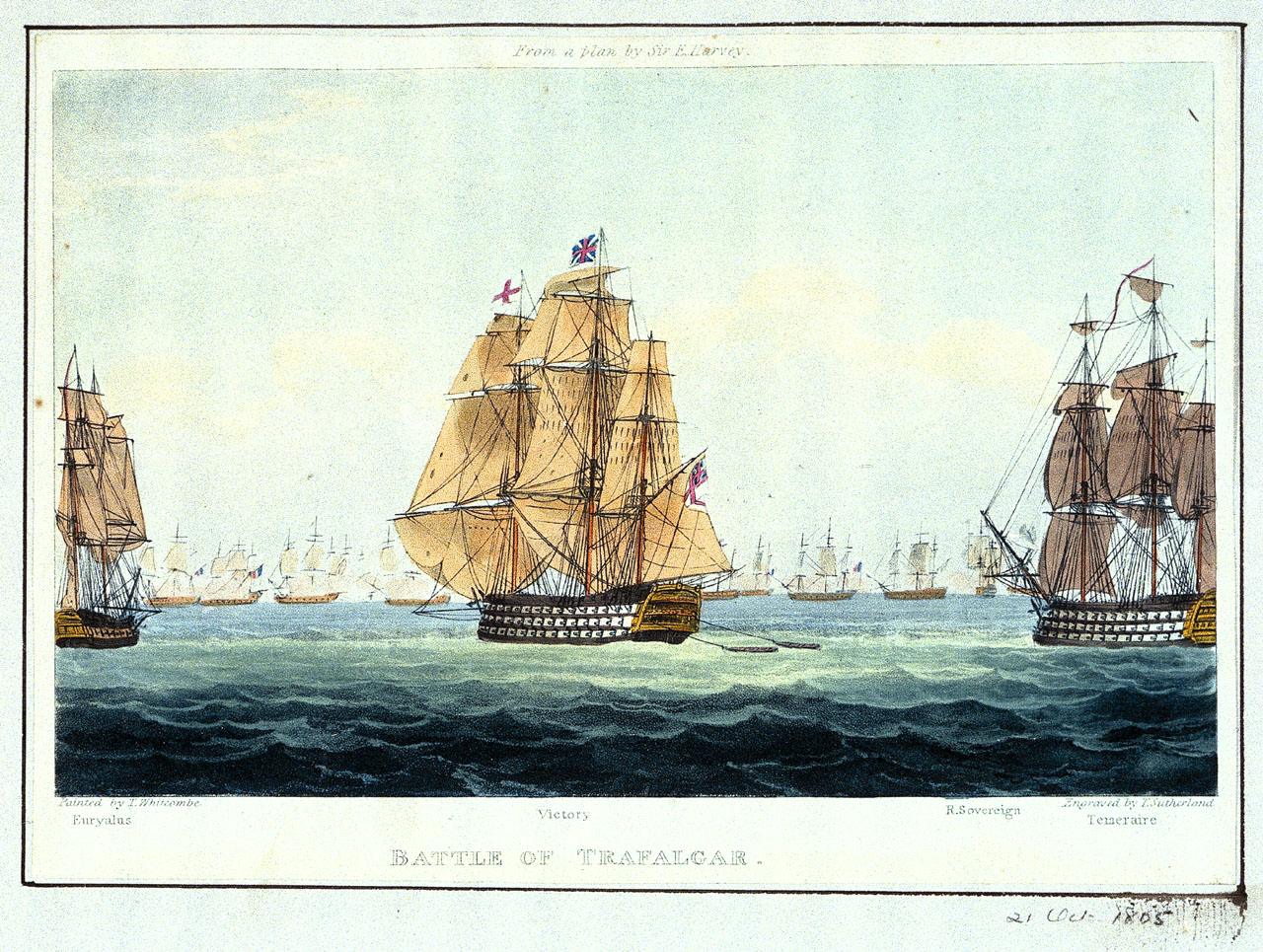
«Эвриал», «Виктори» и «Тимирер» во главе наветренной колонны идут на сближение с флотом противника

Объединённый флот вышел в море 19 октября 1805 года и до 21 октября оставался в поле зрения британских кораблей. Нельсон
построил флот в две линии и англичане стали приближаться к франко-испанскому флоту. Вопреки его первоначальному плану,
Нельсон решил лично возглавить свою колонну. Беспокоясь за безопасность адмирала в такой открытой позиции, Генри Блэквуд,
давний друг Нельсона и командир фрегата «Эвриал», предложил, чтобы Нельсон перешёл на борту его судна, откуда он мог лучше наблюдать и руководить битвой. Нельсон отказался, и тогда Блэквуд попытался убедить его, чтобы он позволил Харви прийти мимо него на «Тимирере», и повёл колонну в бой. Нельсон согласился, и просигнализировал Харви прийти мимо него. Когда «Тимирер» нагнал «Виктори», Нельсон решил, что если он позволит другому кораблю вести свою линию, то также должен поступить и Коллингвуд, командующий подветренной колонной кораблей. Он просигналил Коллингвуду, который находился на борту своего флагмана «Ройял Соверин», чтобы он пропустил вперёд другой корабль, но Коллингвуд продолжал двигаться на прежней позиции. Тогда Нельсон, как сообщается, поприветствовал «Тимирер», когда он подошёл к «Виктори», и приказал капитану Харви занять позицию за кормой «Виктори».
Когда «Виктори» прорезал франко-испанскую линию перед носом французского флагмана «Буцентавр», Харви был вынужден отвернуть и
повернувшись правым бортом к 140-пушечному испанскому кораблю «Сантисима Тринидад» он вёл с ним бой в течение двадцати минут, при этом получив несколько залпов от двух французских кораблей, 80-пушечного «Нептуна» и 74-пушечного «Редутабля». Залп «Редутабля» сбил крюйс-стеньгу «Тимирера», и уклоняясь от бортового залпа «Нептуна», «Тимиреру» едва удалось избежать столкновения с «Редутаблем». Ещё один залп «Нептуна» сбил фока-рей и грот-стеньгу «Тимирера», и повредил его фок-мачту и бушприт. Когда Харви стало известно, что «Редутабль» сцепился с «Виктори» и обстреливает его палубу мушкетным огнём и гранатами, а большая группа французов собрались на его палубах готовясь взять «Виктори» на абордаж, он поспешил на помощь. «Тимирер» внезапно возник из дыма сражения и пройдя за кормой «Редутабля», дал по нему бортовой залп двойными зарядами. Жан-Жак Этьен Лукас, капитан «Редутабля», записал, что:

… трёхдечный корабль, который, несомненно, понял, что «Виктори» уже прекратил огонь и неизбежно будет захвачен, прошёл вдоль правого борта «Редутабля» и расстрелял нас практически в упор огнём всех своих пушек. Было бы невозможно описать ужасное побоище, учинённое убийственным залпом этого корабля. Более двухсот наших храбрых парней были убиты или ранены им.— 

### «Тимирер» и «Редутабль»

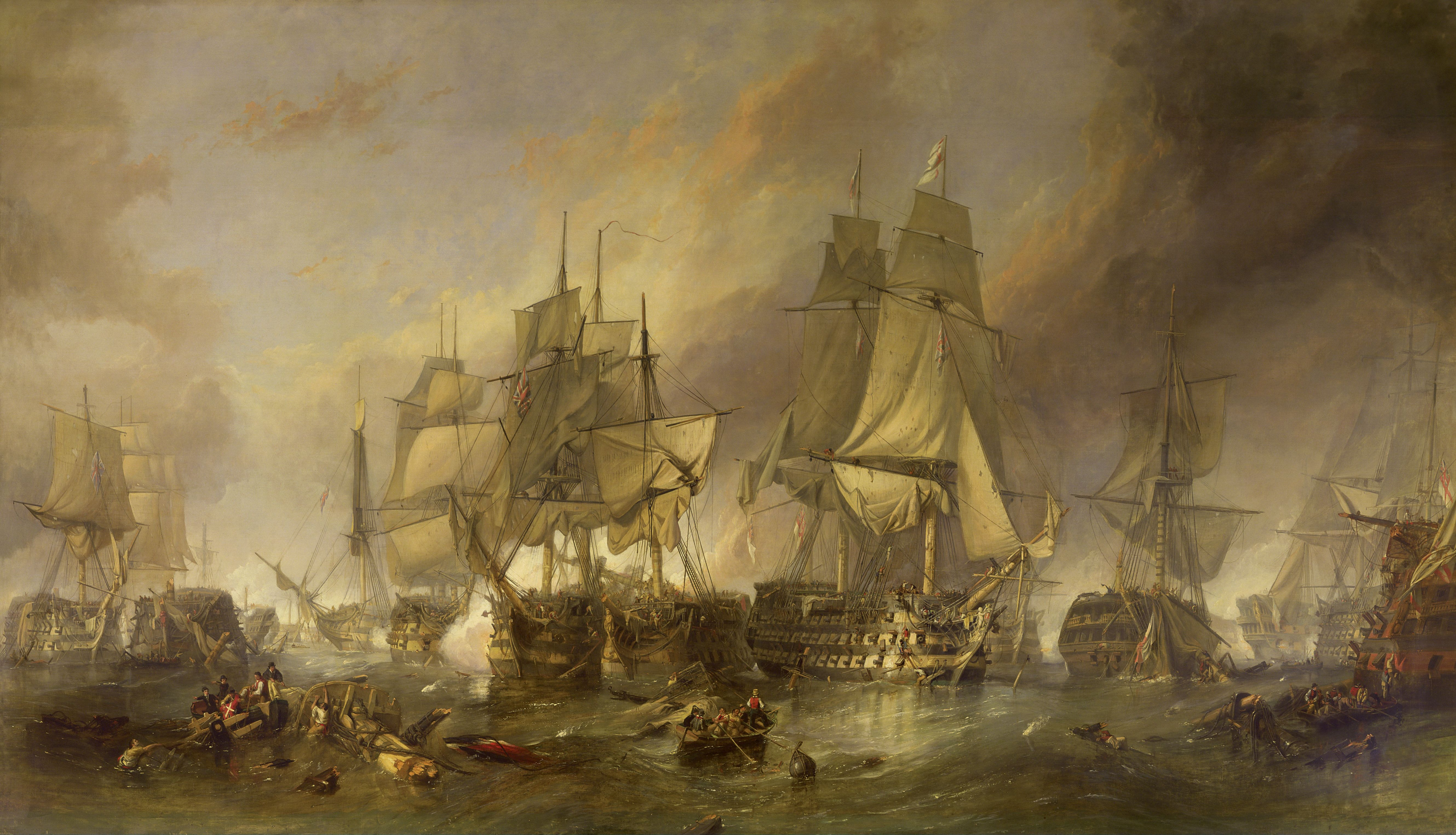
«Редутабль» (в центре) сцепившийся с «Виктори» и «Тимирером»

«Тимирер» затем столкнулся с «Редутаблем», снеся несколько пушек французского корабля, и сцепился с ним мачтами, упавшими с одного корабля на другой. «Тимирер» открыл непрерывный огонь из орудий левого борта по французскому кораблю, при этом попав под огонь 112-пушечного испанского корабля «Санта-Анна», находящегося за кормой «Тимирера», и 74-пушечного французского корабля «Фуге», который подходил к «Тимиреру» со стороны правого борта. Харви приказал своим орудийные расчётам не открывать огонь, пока «Фуге» не подойдёт достаточно близко. Первый залп «Тимирера» по «Фуге» был дан с расстояния менее 100 метров, им был нанесён значительный ущерб такелажу француза, и он сцепился с «Тимирером», чей экипаж незамедлительно отреагировал на новую угрозу. «Тимирер» теперь оказался зажат между двумя французскими 74-пушечными кораблями.
«Редутабль», в свою очередь зажатый между «Виктори» и «Тимирером», понёс тяжёлые потери (как сообщает капитан Лукас на борту было 300 убитых и 222 раненых). Во время боя несколько гранат, брошенных с палубы и стеньг «Редутабля» на палубу «Тимирера» убили и ранили нескольких членов экипажа и вызвали возгорание такелажа его правого борта. В сражении наступила короткая пауза, во время которой обе стороны старались потушить пламя. При этом «Тимирер» чудом избежал уничтожения, когда граната, брошенная с «Редутабля» взорвалась на его главной палубе, рядом с пороховым складом. Каптенармус Джон Тухиг предотвратил распространение огня и спас не только «Тимирер», но и окружающие суда, которые бы сильно пострадали в результате взрыва. Через двадцать минут после начала боя с «Виктори» и «Тимирером», «Редутабль» превратился в развалину. «Тимирер» также сильно пострадал когда грот-мачта «Редутабля» упала на его корму, в результате чего он лишился крюйс-стеньги. Когда стало понятно, что его корабль вскоре может затонуть, капитан Лукас наконец сдался «Тимиреру». Харви направил на «Редутабль» призовую партию под командованием второго лейтенанта, Джона Уоллеса, взять на себя командование кораблём.

### «Тимирер» и «Фуге»
Сцепившиеся вместе «Тимирер» и «Фуге» продолжали обмениваться бортовыми залпами. Экипаж «Тимирера» очистил верхнюю палубу
французского корабля с огнём из стрелкового оружия. Тогда французы попытались взять «Тимирер» на абордаж, но большая высота
трёхдечного «Тимирера» по сравнению с двухдечным «Фуге» помешала французам осуществить задуманное. Тогда капитан Харви
направил свою абордажную партию, во главе с первым лейтенантом Томасом Фортескью Кеннеди, который поднялся на борт «Фуге»
через порты его главной палубы. Французы попытались отбить атаку, но не могли противостоять превосходящим силам англичан. Капитан «Фуге», Луи Алексис Бодуэн, был смертельно ранен ещё раньше, поэтому кораблём командовал коммодор Франсуа Базен. Когда он узнал, что почти все офицеры были убиты или ранены, и что большинство орудий вышли из строя, Базен сдал судно британцам.
«Тимиреру», захватившему оба французских корабля, дорого далась эта победа. Он потерял 47 человек убитыми и 76 ранеными. Все его паруса и реи были уничтожены, уцелели лишь нижние реи, были разбиты баллер руля и крамбол правого борта. Восемь футов обшивки правого корпуса и оба кормовых балкона были уничтожены. Харви попросил прислать фрегат для буксировки его повреждённого корабля, и «Сириус» подошёл, чтобы оказать помощь. Перед тем как «Сириус» смог взять его на буксир, «Тимирер» попал под обстрел со стороны пока ещё незанятого авангарда объединённого флота, во главе с контр-адмиралом Пьером Дюмануаром. Харви приказал, чтобы несколько пушек, которые могли быть пущены в ход, открыли ответный огонь, и атака была в конечном счёте была отбита свежими британскими судами, прибывшими к месту сражения.

## Шторм и возвращение в Англию
Вскоре после того, так битва закончилась на этот район моря обрушилась сильная буря. Некоторые из захваченных французских и
испанских кораблей затонули из-за шторма, в том числе оба приза «Тимирера», «Фуге» и «Редутабль». Вместе с затонувшими кораблями погибло и значительное количество их членов экипажа, а также 47 членов экипажа «Тимирера», которые были на них в качестве призовых экипажей. «Тимирер» пережидал бурю на буксире менее повреждённых кораблей, иногда становясь на якорь. Он взял на борт ряд испанских и французских заключённых, переведённых с других кораблей, в том числе несколько человек, переведённых с «Эвриал», который служил в качестве временного флагмана Катберта Коллингвуда. Харви воспользовался представившейся возможностью чтобы подняться на борт «Эвриала» и представить свой отчёт о сражении Коллингвуду, а так как он стал единственным капитаном, который сделал это до составления Коллингвудом своей депеши о победе, то он был особо отмечен адмиралом.

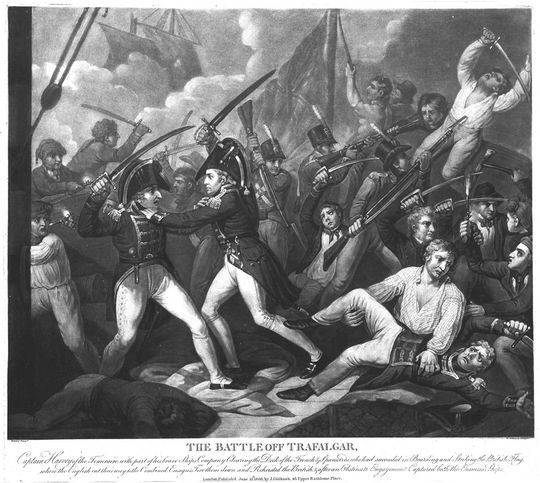
Капитан Харви отбивает атаку французов

«Тимирер», наконец, прибыл в Гибралтар 2 ноября, через одиннадцать дней после боя. После прохождения срочного ремонта он отплыл
в Англию, прибыв в Портсмут 1 декабря, за три дня до того, как туда прибыл «Виктори» c телом Нельсона. Корабли принимавшие участие в сражении быстро стали туристическими достопримечательностями, и большое число посетителей стекалось чтобы посмотреть на них. «Тимирер» был особенно популярен, будучи единственным кораблём, который в отчёте Коллингвуда был назван по имени за его героическое поведение.
Ряд художников посетил недавно вернувшиеся корабли, в том числе Джон Ливси, художник из Королевской Военно-морской академии. Ливси сделал несколько эскизов повреждённых кораблей, отправив их Николасу Пококу, который использовал их для больших картин, посвящённых сражению. «Тимирер» был одним из судов, которые он нарисовал. Другим посетителем в Портсмуте был Уильям Тёрнер. Неизвестно, посетил ли он «Тимирер», хотя он был на борту «Виктори», делая подготовительные заметки и наброски и опрашивая моряков, которые участвовали в сражении. Рассказ о героизме экипажа «Тимирера» так прочно укоренился в общественном сознании, что когда Палата общин выразила благодарность людям, которые боролись при Трафальгаре, только три имени были выделены особо: Нельсона, Коллингвуда, и капитана Харви.

## Средиземноморье и Балтика
Повреждённый «Тимирер» почти сразу же был отправлен в сухой док в Портсмуте чтобы пройти серьёзный ремонт, который в итоге длился шестнадцать месяцев и стоил £ 25 352. В конце концов он покинул верфь в середине 1807 года, вступив в строй под командованием капитана сэра Чарльза Гамильтона. После подготовки к выходу в море Гамильтон отправился в Средиземное море в сентябре и присоединился к флоту, который блокировал французов в Тулоне. Блокада проходила без серьёзных происшествий, и «Тимирер» вернулся в Великобританию в апреле 1808 года чтобы пройти ремонт в Плимуте. В то время как он был в Великобритании стратегическая ситуация в Европе изменилась. Испания восстала против французского господства и вступила в войну против Франции. «Тимирер» отплыл в июне чтобы присоединиться к военно-морским силам, действующим у берегов Испании для поддержки испанских войск в Пиренейских войнах.
Эта миссия продолжалась до начала 1809 года, когда он вернулся в Англию. В это время Великобритания вела активныe действия на Балтийском море. Экспедиция под руководством сэра Джеймса Гамбье в июле 1807 захватила большую часть датского флота в битве при Копенгагене, в ответ на опасения, что этот флот может попасть в руки Наполеона. Капитан Гамильтон покинул корабль, и был заменён капитаном Эдвардом Клеем. «Тимирер» стал флагманом контр-адмирала сэра Мэнли Диксона, которому было приказано идти в Балтийское море, чтобы усилить дислоцированный там флот под командованием сэра Джеймса Сумареса. «Тимирер» прибыл туда в мае 1809 года и был отправлен на блокаду Карлскруны на шведском побережье.
В то время как он был отправлен на патрулирование с 64-пушечным «Ардент» и фрегатом «Мельпомена», «Тимирер» принял участие в сражении с флотилией датских канонерских лодок. Часть экипажа «Ардента» высадилась на острове Ромсо, но была застигнута врасплох датской ночной атакой, в результате чего большая часть матросов «Ардента» была взята в плен. Фрегат «Мельпомена» был отправлен под белым флагом чтобы договориться о их возвращении, но возвращаясь после этой миссии попал в штиль. Флотилия из тридцати датских канонерских лодок начала атаку, воспользовавшись невозможностью «Мельпомены» маневрировать. Тогда «Мельпомена» попросил помощи у «Тимирера», который сразу же отправил к ней на помощь свои шлюпки. Они вынудили датские канонерки отступить, а затем помогли «Мельпомене» добраться до безопасного места. Он был сильно повреждён и потерял в 5 человек убитыми и 29 ранеными. «Тимирер» и другие корабли балтийской эскадры позже были отправлены для наблюдения за действиями русского флота в Ревеле, в течение которого он исследовал остров Нарген. После нескольких задании по сопровождению конвоев «Тимиреру» было приказано вернуться в Великобританию и он прибыл в Плимут в ноябре 1809 года.

## Иберийская служба
После прохождения ремонта в Плимуте «Тимирер» в конце января 1810 года продолжил службу под командованием капитана Эдвина Чамберлейна. Пиренейская война достигла критической стадии, когда испанское правительство в Кадисе оказалось осаждённым французами. «Тимиреру», теперь флагману контр-адмирала Фрэнсиса Пикмора, было приказано усилить оборону города и направить часть своего экипажа на береговые батареи и канонерские лодки. Матросы с «Тимирера» принимали самое активное участие в боевых действиях до июля 1810 года, когда Пикмору было приказано отправиться в Средиземное море и занять должность адмирала порта в Маоне. «Тимирер» присоединился к блокаде Тулона, войдя в состав блокирующего британского флота под командованием адмирала сэра Эдварда Пеллью. Чамберлейн был заменён капитаном Джозефом Спеаром в марте 1811 года, и дальше блокада проходила без каких-либо заметных событий. Хотя французский командующий имел в своём распоряжении мощный флот, он избегал любого контакта с блокирующим флотом и либо остался в порту, либо делал очень короткие рейсы, возвращаясь в гавань, как только появлялись британские корабли.
Единственное заметное событие в тот период произошло 13 августа 1811 года. Получив приказ плыть к Менорке, Спеар пытался лавировать из Йер-Бей. Но несмотря на все усилия экипажа ветер стих окончательно, оставив «Тимирер» дрейфовать по течению в сторону берега. Он был обстрелян береговой батареей на Пуэнт-де-Мидии, в результате чего было ранено несколько членов экипажа. Его лодки были быстро спущены на воду и вместе с лодками, отправленными с кораблей эскадры, «Тимирер» был отбуксирован подальше от огня французских пушек. Затем он отплыл к Менорке и прошёл там ремонт. В течение этого периода на борту вспыхнула эпидемия жёлтой лихорадки, заразив почти весь экипаж и унеся жизни около ста членов экипажа. Пеллью приказал кораблю вернуться в Великобританию, и за время плавания через Атлантику здоровье членов экипажа постепенно улучшилось.

## Последние годы
«Тимирер» прибыл в Плимут 9 февраля 1812 года и был введён в док для обследования через несколько недель. Обследование показало, что корабль в целом находится в хорошем состоянии, но его корпус заметно обветшал. Капитан Спеар был заменён 4 марта капитаном Самуэлем Худом Линзи, но командовал кораблём он недолго. «Тимирер» покинул док 13 марта и через неделю был отправлен в резерв. К этому времени были разработаны более мощные усовершенствованные корабли, и ещё сравнительно новый «Тимирер» больше не считался пригодным для военной службы. В то время как он стоял на приколе, было принято решение преобразовать его в плавучую тюрьму, чтобы решить проблему переполненности тюрем, вызванную большим притоком французских заключённых, взятых в плен в сражениях Пиренейской войны. Работы по преобразованию проводились в Плимуте в период с ноября по декабрь 1813 года, после чего корабль был поставлен на прикол на реке Тамар и стал использоваться как плавучая тюрьма. С 1814 года он находился под командованием лейтенанта Джона Вартона. Несмотря на то, что корабль стоял на приколе и был разоружён, «Тимирер» и остальные корабли его типа были повторно оценены как 104-пушечные корабли первого ранга в феврале 1817 года.
Служба «Тимирера» в качестве плавучей тюрьмы продолжалась до 1819 года, после чего он был выбран для преобразования в
принимающий корабль. Он был переоборудован в Плимуте в период с сентября 1819 по июнь 1820 года за £ 27 733, а затем отправился в верфь в Шеернессе. В качестве принимающего корабля он служил временным жилищем для новобранцев, пока они не получили назначение на корабль. Он выполнил эту роль в течение восьми лет, пока не стал плавучим складом продовольствия в
1829 году. Его окончательной ролью стала служба в качестве сторожевого корабля на Шеернессе. Последние два года его службы, с 1836 по 1838 год он находился под номинальным командованием капитана Томаса Кеннеди, который занимал пост капитана-суперинтенданта Шеернесса. Примечательно, что Кеннеди был первым лейтенантом «Тимирера» при Трафальгаре.

### Продажа и утилизация

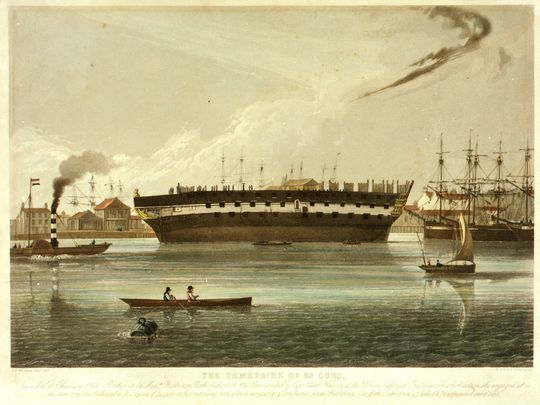
«Тимирер» на приколе в Битсоне

Кеннеди получил приказ от Адмиралтейства в июне 1838 года подготовить «Тимирер» к продаже на слом. Корабль выстрелил из своих
орудий в последний раз 28 июня в рамках празднования коронации королевы Виктории, и 4 июля началась работа по демонтажу его орудий. Кеннеди предоставил заниматься этим капитану сэру Джону Хиллу, командиру «Оушена». Мачты, арсенал и орудия «Тимирера» были удалены а его команда распущена, прежде чем «Тимирер» был выставлен на продажу с двенадцатью другими судами. Он был продан на голландском аукционе 16 августа 1838 Джону Битсону, подрядчику по слому старых судов с верфи Ротерхит за £ 5530. Битсон затем столкнулся с задачей транспортировки корабля на 55 миль от Шеернесса до Ротерхита. Для этого он нанял два паровых буксира из Темзы в буксирной компании и нанял лоцмана по имени Уильям Скотт и двадцать пять матросов чтобы отвести корабль на Темзу.
Буксиры взяли «Тимирер» на буксир в 7:30 утра 5 сентября, воспользовавшись началом стоячей воды. Они достигли Гринхифа на 13:30 во время спада прилива, где корабль поставили на якорь. Они возобновили путешествие в 8:30 утра на следующий день, проходя Вулвич, а затем Гринвич в полдень. Они достигли Лаймхауса вскоре после этого и благополучно привели его на пристань в Битсоне в 2 часа дня. «Тимирер» пришвартовали к пристани и начали разбирать. Древесина была в основном продана строителям и владельцам верфи, хотя часть была сохранена для создания памятной мебели.

## «Тимирер» в искусстве
«Тимирер» изображён на ряде картин, самые ранние из которых отображают его роль в битве при Трафальгаре. Его можно увидеть, по крайней мере частично, на картинах посвящённых битве Фредерика Станфилда, Джона Кристиана Счетки, Николаса Покока, Томаса Баттерсворта и Томаса Виткомба. Изображения «Тимирера», уже переведённого в резерв, также были популярны. Хотя нет картин, изображающих его в роли плавучей тюрьмы, он был изображён в то время как служил сторожевым кораблём на реке Медуэй в 1833 году Эдвардом Уильямом Куком и Уильямом Битсоном, а Джон Уильямс изобразил его в то время как он стоял на приколе в Ротерхите в 1838 году. Его последние дни стали предметом картин Геоффа Ханта. Наиболее известная картина, посвящённая «Тимиреру», принадлежит кисти Уильяма Тёрнера и носит название «Последний рейс корабля «Отважный»». Тернер изобразил «Тимирер», отправившийся в свой последний рейс, буксируемый до Темзы маленьким чёрным паровым буксиром, во время захода солнца. Тернер представил свою картину на выставке в Королевской Академии в 1839 году с сопровождающим отрывком немного изменённого стихотворения Томаса Кэмпбелла:

Флаг, что храбро встречал и ветер и бой

Больше не реет над ним
Оригинальный текст (англ.)The flag which braved the battle and the breeze, 

no longer owns her

Картина Тернера получила широкое признание критиков и получила множество наград. Она стала одной из самых любимых работ
самого Тернера; он отказался продать её за любые деньги, а после своей смерти завещал её нации. Сегодня она висит в Национальной галерее, а в 2005 году она была признана любимой картиной нации в опросе, организованном BBC Radio 4.